# 이드바우두 아우베스 지 산타 호자
이드바우두 아우베스 지 산타 호자(Edvaldo Alves de Santa Rosa, 1934년 3월 26일 ~ 2002년 9월 17일)는 브라질의 전 축구 미드필더였다. 지다(Dida)라고도 알려져 있다.
1949년 브라질의 아메리카 FC에서 데뷔했으며, 1950년 CSA로 이적해 활약하였다. 이후 1954년 CR 플라멩구로 팀을 옮겨 1955년까지 팀이 주 리그에서 2연패를 차지하는 데 기여했으며, 1964년까지 357 경기에서 264골을 득점해 팀의 역대 득점랭킹 2위에 오르는 등 뛰어난 활약을 펼쳤다. 그 뒤 1964년 아소시아상 포르투게자로 떠났으며, 1966년 아틀레치쿠 주니오르로 다시 팀을 옮겼다.
또한 1958년 브라질 축구 국가대표팀에 정식으로 데뷔해 팀이 1958년 FIFA 월드컵에서 팀이 우승을 차지하는 데 공헌했으며, 1961년까지 8경기에 출전해 5골을 넣었다.
은튀 이후 20여년동안 CR 플라멩구 유소년팀에서 지도 생활을 했으며, 간과 호흡기 질환으로 투병 생활을 하다가 2002년 9월 17일 리우데자네이루의 한 병원에서 암으로 사망했다.